# Utopenec
Az utopenec (szabad fordításban kb. "vízbefúlt") egy cseh és szlovák ételkülönlegesség, sörkorcsolya. Jellemzően krinolinnal és hagymával készül, ecettel savanyítva.

## Elkészítése
A virslit, illetve a krinolint meghámozzák és kisebb darabokra vágják, a hagymát úgyszintén feldarabolják. Majd vízzel, ecettel, sóval, cukorral, esetleg paprikával, babérlevéllel és borssal összefőzik. Befőttesüvegben helyezik el, és egy-két hétig hűvös helyen tárolva érlelik. Többnyire kenyérrel kínálják.
A receptúra sokféle lehet. Van, ahol csípős paprikát, uborkát, káposztát adnak hozzá, van, ahol mustárral, Worcester-szósszal gazdagítják, és vannak rövidebb érlelésű változatok is. A végeredmény minősége függ attól is, hogy mit használnak virsli helyett.
Az Európai Unióhoz való csatlakozás előtt pletykaszinten felmerült, hogy higiéniai okokból megtiltják a kocsmákban a forgalmazását, de ezt később hivatalosan cáfolták.
A fogás feltalálója a legenda szerint a Šamánek nevű kocsmatulajdonos és molnár, aki Beroun környékéről származik. Az utopenec nevének eredete sem egyértelmű, a legenda a molnár vízbefulladásához köti.
Jelenleg utopenecnek csak a cseh élelmiszerkönyvben rögzített módon készített ételt lehet hívni.

## Fordítás

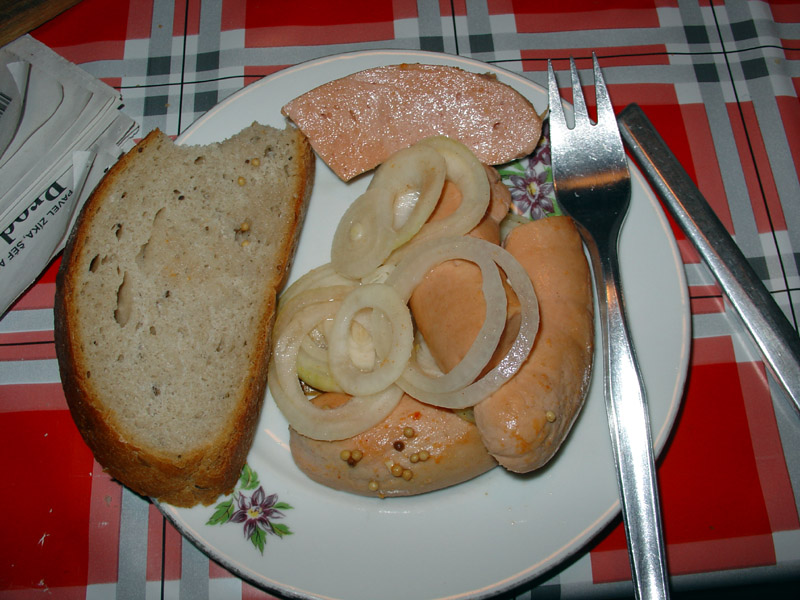
Utopenec kenyérrel

Ez a szócikk részben vagy egészben  az   Utopenec című cseh Wikipédia-szócikk ezen változatának fordításán alapul.  Az eredeti cikk szerkesztőit annak laptörténete sorolja fel. Ez a jelzés csupán a megfogalmazás eredetét és a szerzői jogokat jelzi, nem szolgál a cikkben szereplő információk forrásmegjelöléseként.

## Forráshivatkozások
1. ↑  Zrt, HVG Kiadó: Egy sörkorcsolya története, avagy a vízimolnár halhatatlansága (magyar nyelven). hvg.hu, 2014. augusztus 26. (Hozzáférés: 2021. augusztus 20.)
2. ↑  Így készül az utopenec (magyar nyelven). Ezalenyeg, 2020. december 14. (Hozzáférés: 2021. augusztus 20.)
3. ↑  Prágai pácolt virsli azaz utopenec - Hentesárukból - Hajókonyha recept. www.hajokonyha.hu. (Hozzáférés: 2021. augusztus 20.)
4. ↑  Ecetes debreceni a szlovák söralátét vagyis ecetes kolbász a híres Utopenec s cibulkou. Így főz anyátok. (Hozzáférés: 2021. augusztus 20.)
5. ↑  Petříčková, Renata: Špekáček není buřt. A někdy ani špekáček (cseh nyelven). Vitalia.cz. (Hozzáférés: 2021. augusztus 20.)
6. ↑  Utopenci. web.archive.org, 2012. április 27. [2012. április 27-i dátummal az eredetiből archiválva]. (Hozzáférés: 2021. augusztus 20.)